# Biella Challenger
Il Biella Challenger, conosciuto anche come Biella Challenger Indoor, Biella Challenger Outdoor e in precedenza come Canella Challenger, Challenger Pulcra Lachiter e Thindown Challenger Biella, è un torneo professionistico di tennis che fa parte dell'ATP Challenger Tour. Si gioca annualmente su campi in terra rossa a Biella in Italia dal 1998.
Nato come torneo satellite nel 1994, nel 1998 si è disputata la prima edizione del Challenger. Fino al 2018 si è giocato sui campi in terra rossa del circolo ai Faggi di via Eriberto Ramella Germanin. Dal 2019 il torneo si tiene sui campi in terra rossa della Biella Tennis Academy in via Liguria. Nel 2021 sono state programmate in via eccezionale 7 edizioni, delle quali le prime 4 indoor sul cemento del PalaPajetta e le altre 3 sugli abituali campi in terra rossa all'aperto della Biella Tennis Academy.

## Albo d'oro

### Singolare
| Anno        | Campione            | Finalista             | Punteggio            |
| ----------- | ------------------- | --------------------- | -------------------- |
| 2021 (7)    | Holger Rune         | Marco Trungelliti     | 6–3, 5–7, 7–6(5)     |
| 2021 (6)    | Thanasi Kokkinakis  | Enzo Couacaud         | 6–3, 6–4             |
| 2021 (5)    | Juan Pablo Varillas | Guido Andreozzi       | 6–3, 6–1             |
| 2021 (4)    | Daniel Masur        | Matthias Bachinger    | 6–3, 6(8)–7, 7–5     |
| 2021 (3)    | Andreas Seppi       | Liam Broady           | 6–2, 6–1             |
| 2021 (2)    | Kwon Soon-woo       | Lorenzo Musetti       | 6–2, 6–3             |
| 2021 (1)    | Illja Marčenko      | Andy Murray           | 6–2, 6–4             |
| 2020        | Facundo Bagnis      | Blaž Kavčič           | 6(4)–7, 6–4, 0–0 rit |
| 2019        | Gianluca Mager      | Paolo Lorenzi         | 6–0, 6(4)–7, 7–5     |
| 2018        | Federico Delbonis   | Stefano Napolitano    | 6–4, 6–3             |
| 2017        | Filip Krajinović    | Salvatore Caruso      | 6–3, 6–2             |
| 2016        | Federico Gaio       | Thomaz Bellucci       | 7–6(5), 6–2          |
| 2015        | Andrej Martin       | Nicolás Kicker        | 6–2, 6–2             |
| 2014        | Matteo Viola        | Filippo Volandri      | 7–5, 6–1             |
| 2011 - 2013 | Non disputato       | Non disputato         | Non disputato        |
| 2010        | Björn Phau          | Simone Bolelli        | 6–4, 6–2             |
| 2007 - 2009 | Non disputato       | Non disputato         | Non disputato        |
| 2006        | Simone Bolelli      | Ivo Minář             | 7–5, 3–6, 7–6        |
| 2005        | Irakli Labadze      | Carlos Berlocq        | 7–6, 6–0             |
| 2004        | Non disputato       | Non disputato         | Non disputato        |
| 2003        | Filippo Volandri    | José Acasuso          | 2–6, 7–6, 6–4        |
| 2002        | Dominik Hrbatý      | José Acasuso          | 6–4, 6–7, 6–4        |
| 2001        | Adrian Voinea       | Christophe Rochus     | 3–6, 6–3, 6–4        |
| 2000        | Filippo Volandri    | Hernán Gumy           | 6–3, 6–2             |
| 1999        | Nicolás Massú       | Oleg Ogorodov         | 7–6, 5–7, 6–4        |
| 1998        | Andrew Ilie         | Jean-Baptiste Perlant | 6–7, 6–4, 6–4        |

### Doppio
| Anno        | Campioni                                 | Finalisti                                      | Punteggio        |
| ----------- | ---------------------------------------- | ---------------------------------------------- | ---------------- |
| 2021 (7)    | Tomás Martín Etcheverry Renzo Olivo      | Luis David Martínez David Vega Hernández       | 3–6, 6–3, [10–8] |
| 2021 (6)    | Evan King Julian Lenz                    | Karol Drzewiecki Sergio Martos Gornés          | 3–6, 6–3, [11–9] |
| 2021 (5)    | André Göransson Nathaniel Lammons        | Rafael Matos Felipe Meligeni Alves             | 7–6(3), 6–3      |
| 2021 (4)    | Lloyd Glasspool Matt Reid                | Denys Molčanov Serhij Stachovs'kyj             | 6–3, 6–4         |
| 2021 (3)    | Quentin Halys Tristan Lamasine           | Denys Molčanov Serhij Stachovs'kyj             | 6–1, 2–0         |
| 2021 (2)    | Hugo Nys Tim Pütz                        | Lloyd Glasspool Harri Heliövaara               | 7–6(6), 6–3      |
| 2021 (1)    | Luis David Martínez David Vega Hernández | Szymon Walków Jan Zieliński                    | 6–4, 3–6, [10–8] |
| 2020        | Harri Heliövaara Szymon Walków           | Lloyd Glasspool Alex Lawson                    | 7–5, 6–3         |
| 2019        | Tomislav Brkić Ante Pavić                | Ariel Behar Andrej Golubev                     | 7–6(2), 6–4      |
| 2018        | Fabrício Neis David Vega Hernández       | Rameez Junaid Purav Raja                       | 6–4, 6–4         |
| 2017        | Attila Balázs Fabiano de Paula           | Johan Brunström Dino Marcan                    | 5–7, 6–4, [10–4] |
| 2016        | Andre Begemann Leander Paes              | Andrej Martin Hans Podlipnik-Castillo          | 6–4, 6–4         |
| 2015        | Andrej Martin Hans Podlipnik-Castillo    | Alexandru-Daniel Carpen Dino Marcan            | 7–5, 1–6, [10–8] |
| 2014        | Marco Cecchinato Matteo Viola            | Frank Moser Alexander Satschko                 | 7–5, 6–0         |
| 2011 - 2013 | Non disputato                            | Non disputato                                  | Non disputato    |
| 2010        | James Cerretani Adil Shamasdin           | Dustin Brown Alessandro Motti                  | 6–3, 2–6, [11–9] |
| 2007 - 2009 | Non disputato                            | Non disputato                                  | Non disputato    |
| 2006        | Lucas Arnold Ker Agustín Calleri         | Juan Martín del Potro Martín Vassallo Argüello | 7–6, 6–2         |
| 2005        | Gabriel Trifu Tom Van Houdt              | Carlos Berlocq Ricardo Mello                   | 6–4, 4–6, 6–4    |
| 2004        | Non disputato                            | Non disputato                                  | Non disputato    |
| 2003        | Stefano Galvani Martín Vassallo Argüello | Jordan Kerr Tom Van Houdt                      | 3–6, 7–6, 6–3    |
| 2002        | Giorgio Galimberti Dominik Hrbatý        | Ashley Fisher Nathan Healey                    | 3–6, 6–3, 7–5    |
| 2001        | Enzo Artoni Andrés Schneiter             | Massimo Bertolini Cristian Brandi              | 7–6, 4–6, 6–1    |
| 2000        | Martín García Mariano Puerta             | Simon Aspelin Fredrik Bergh                    | 6–2, 4–6, 6–4    |
| 1999        | Filippo Messori Massimo Valeri           | Agustín Calleri Salvador Navarro               | 7–5, 6–4         |